# مارسيل بويفن
مارسيل بويفن هو سياسي كندي، ولد في 2 نوفمبر 1912 في غرانبي في كندا، وتوفي في 30 أبريل 1974. نشط حزبياً في الحزب الليبرالي الكندي. وقد انتخب عضو مجلس العموم الكندي.